# زرزور أسود
الزُرزُور الأسود أو الزُرزُور أحادي اللون (الاسم العلمي: Sturnus unicolor) هو طائر جاثم ينتمي إلى فصيلة الزرزورية. يرتبط ارتباطًا وثيقًا بالزرزُور المألوف (الاسم العلمي:Sturnus vulgaris)، لكن نطاقه أكثر تقييدًا، حيث يقتصر تواجده على شبه الجزيرة الأيبيرية وشمال غرب إفريقيا وجنوب فرنسا وجزر صقلية وكورسيكا وسردينيا. وهو إلى حد كبير مستقر غير مهاجر.

## التصنيف

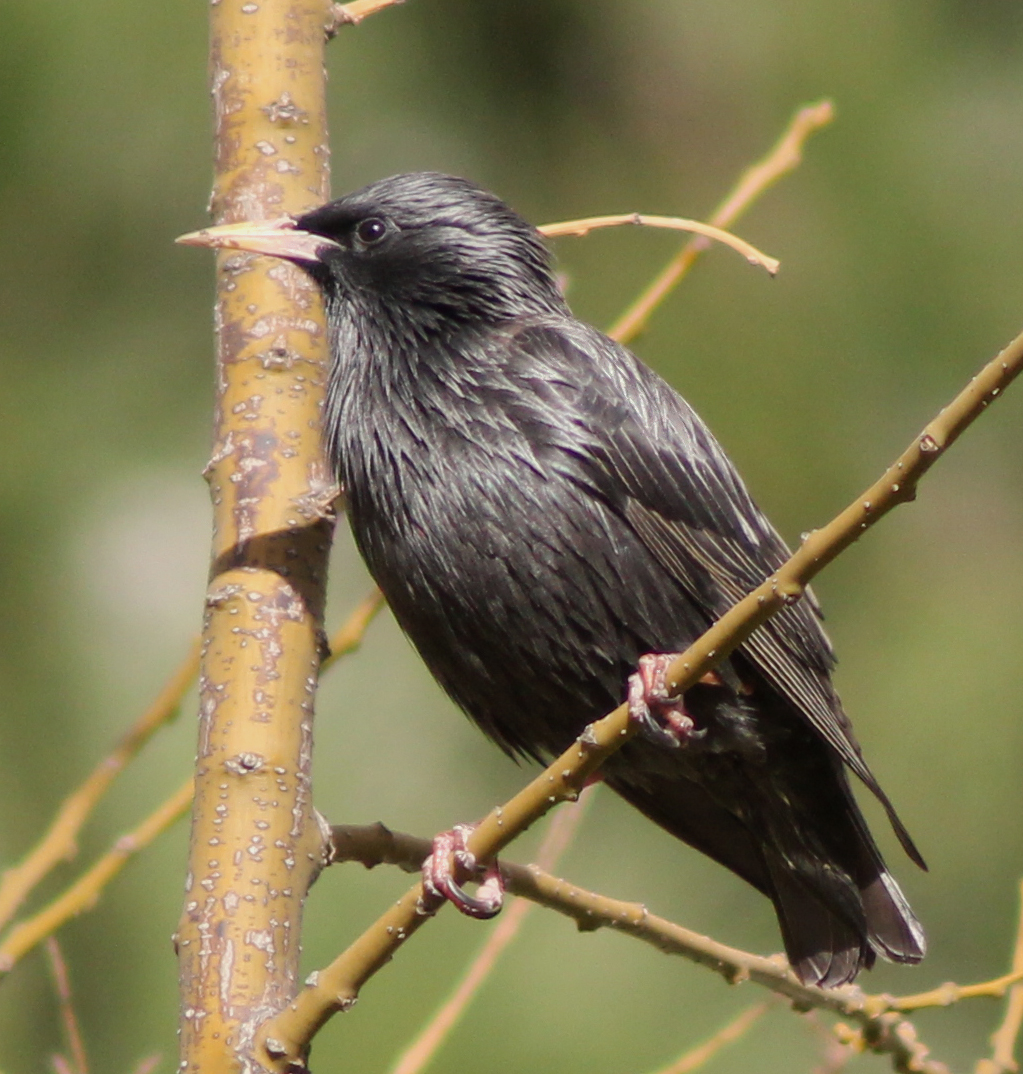
أنثى جاثمة على غصن شجرة في إسبانيا. مدريد

بعد التغييرات الأخيرة في جنس الزرزور (الاسم العلمي: Sturnus)، فإن هذا النوع والزرزور المألوف (الاسم العلمي:Sturnus vulgaris) هما النوعان الوحيدان اللذان تم الاحتفاظ بهما في هذا الجنس. نادرا يتم العثور على حالات تهجين مع الزرزور المألوف في المناطق حيث تتداخل نطاقات التكاثر في شمال شرق إسبانيا.

## الوصف

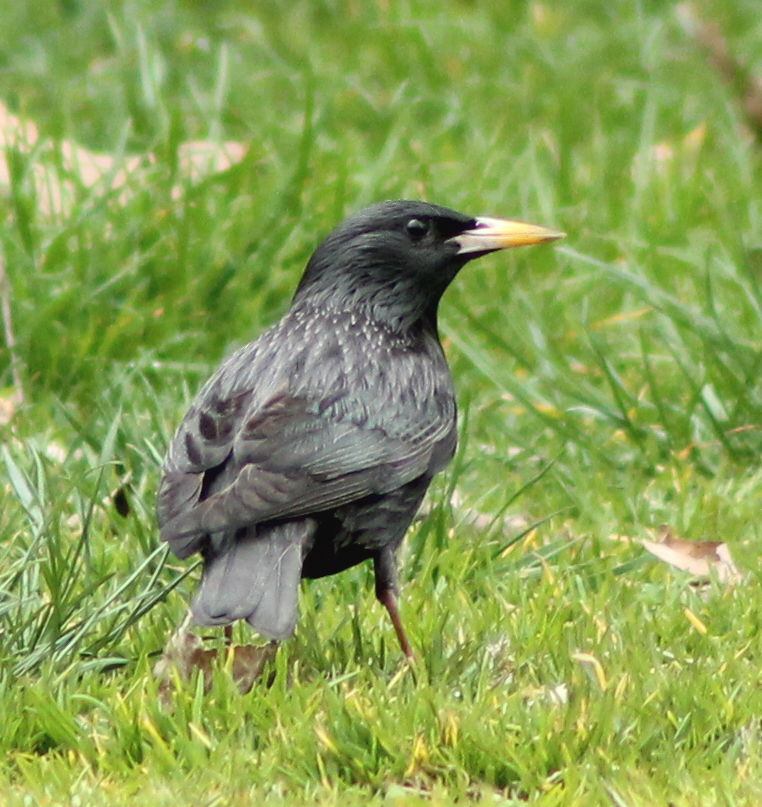
زرزور في مدريد

الأفراد البالغة للزرزور الأسود تتشابه جدًا مع الزرزور المألوف، ولكن نسبيا يعتبر هذا النوع أكبر حيث يتراوح طوله من 21-23 سم، ووزن من 70-100 غرام وباع جناحيه من 38-42 سم، ريشه ذي لون أسود زيتي داكن، مع بعض اللمعان الأرجواني أو الأخضر في الضوء الساطع، وهو عديم الرقط تمامًا في فصلي الربيع والصيف، مع ظهور بقع باهتة صغيرة جدًا في أطراف الريش في ردائه الشتوي. كما أنه لديه ريش حلق أطول بشكل ظاهر (ضعف طول ريش حلق الزرزور المألوف ) يكون بشكل «لحية» شعثاء والتي تظهر بشكل خاص عندما يغرد الطائر. أرجله زهرية زاهية. في الصيف، يكون لون المنقار أصفر مع قاعدة مزرقة عند الذكور وقاعدة وردية عند الإناث، في الشتاء، يكون المنقار باهتا، وغالبًا ما يكون أسودًا. الطيور اليافعة لونها بني باهت، أدكن من نظيرتها الزرزور المألوف، ولها منقار أسود وأرجل بنية. يكون الخلط بين الزرزور الأسود والزرزور المألوف سهلاً بشكل خاص خلال فصل الشتاء، عندما تكون الزرازير المألوفة كثيرة في جميع أنحاء نطاق الزرزور أحادي اللون، ولكن أيضًا في الصيف حيث تتداخل نطاقات تكاثرها في شمال شرق إسبانيا وأقصى جنوب فرنسا. يمكن أيضًا الخلط بينه وبين الشحرور المألوف (الاسم العلمي: Turdus merula)، ولكنه يختلف بشكل واضح في ذيله الأطول ونقصان لمعان الريش.
مثل الزرزور المألوف، فالزرزور الأسود يمشي بدلاً من القفز، وله طيران مباشر قوي، وتبدو أجنحته مثلثية الشكل وذي ذيل قصير. إنه طائر صاخب ومقلد جيد نداءاته تشبه نداءات الزرازير المألوفة، لكن بصوت أعلى.

## التفريخ
يبدأ موسم التزاوج بين أبريل ومنتصف يوليو في إسبانيا ومن مارس إلى يوليو في المغرب، وخلاله يمكن للذكور أن يكونوا متعددي الزوجات، عادة ذكر واحد مع أنثيين. لكن أقل من 5٪ من الذكور يظهرون هذا السلوك. الزرازير السوداء مُعششة استعمارية وقد تتكاثر في مستعمرات مختلطة مع الزرزور المألوف في شمال شرق إسبانيا. عادة ما يبني الزرزور الأسود العش في التجاويف الطبيعية مثل جحور نقار الخشب المهجورة في الشجرة، وأحيانًا الجحر القديم للوروار الأوروبي أو سنونو الرِمال، أيضًا في أعشاش اللقلق الأبيض القديمة أو زيغان الزرع أو العصافير الدُورِيَّة. لكن الزرازير السوداء تُعشش أيضًا في الهياكل الاصطناعية مثل الأَسقف القِرميدية أوتجاويف الجُدران أو المباني وحتى صناديق التعشيش. يتم بناء العُش من قِبل الزوجين باستخدام العشب الجاف، والبِطانة تشمل العشب والجذور والأوراق والريش، يمكن تضمين بعض الزهور الصفراء في الهيكل، وكذلك الأوراق الخضراء النظِرة. قبل الحضانة ومن أجل تحفيز الأنثى، يضيف الذكر أوراقًا عِطرية جديدة إلى العش كجزء من عروض التودد، بينما تضيف الأنثى الريش استجابةً لعرض الذكر.
تضع الأنثى 4-5 بيضات زرقاء مُخضرة شاحبو وترخمها لمدة 11-14 يومًا. قد يرخم الذكر أحيانًا أيضًا. يقوم كلا الوالدين بإطعام الفراخ وتنظيف العش، لكن الأنثى تؤدي معظم واجبات التعشيش.
يَتَريَّش الصغير بعد حوالي ثلاثة أسابيع من الفقس، ويستمر الوالدان بتغذيته لعدة أيام. تُشكل قطعان من اليوافع بعد أيام قليلة من تريُشها، وتترك منطقة التعشيش. يعشش هذا النوع مرة أو إثنتين في الموسم الواحد.
تحدث بعض حالات تطفل، لكن الآباء يطردون البيض من العش. نجاح البيضات الطُفيلية أقل من 10٪ من الفقس.

## الغذاء
الزرزور الأسود قارت المأكل. خلال فصلي الربيع والصيف، يتغذى بشكل أساسي على الأغذية الحيوانية مثل الحشرات، وكذلك الضفادع الصغيرة وعلاجيم والسحالي والقوارض الصغيرة. في الخريف والشتاء يتغذى على الفاكهة والبذور والبراعم والزهور من الدردار والحور والفواكه المزروعة. يقتات بشكل أساسي على الأرض عن طريق البحث عن اللافقاريات بمنقاره المفتوح. في المراعي، يصيد الحشرات التي تطردها الماشية، ويزيل القراد والذباب من أجسادها. كما أنه تتغذى في أوراق الشجر حيث تصطاد اللافقاريات.

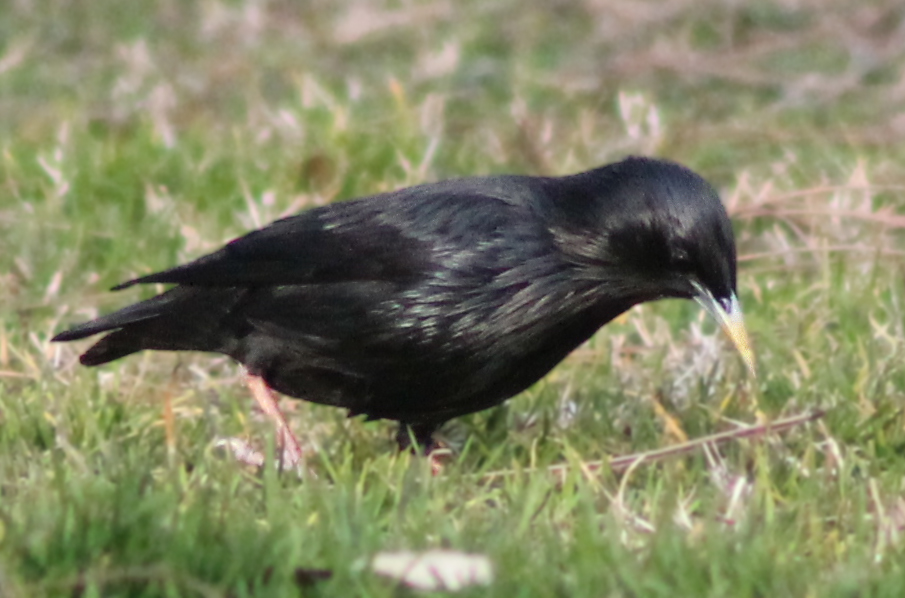
زرزور أحادي اللون يبحث في الأرض عن ما يأكله في مدريد.إسبانيا

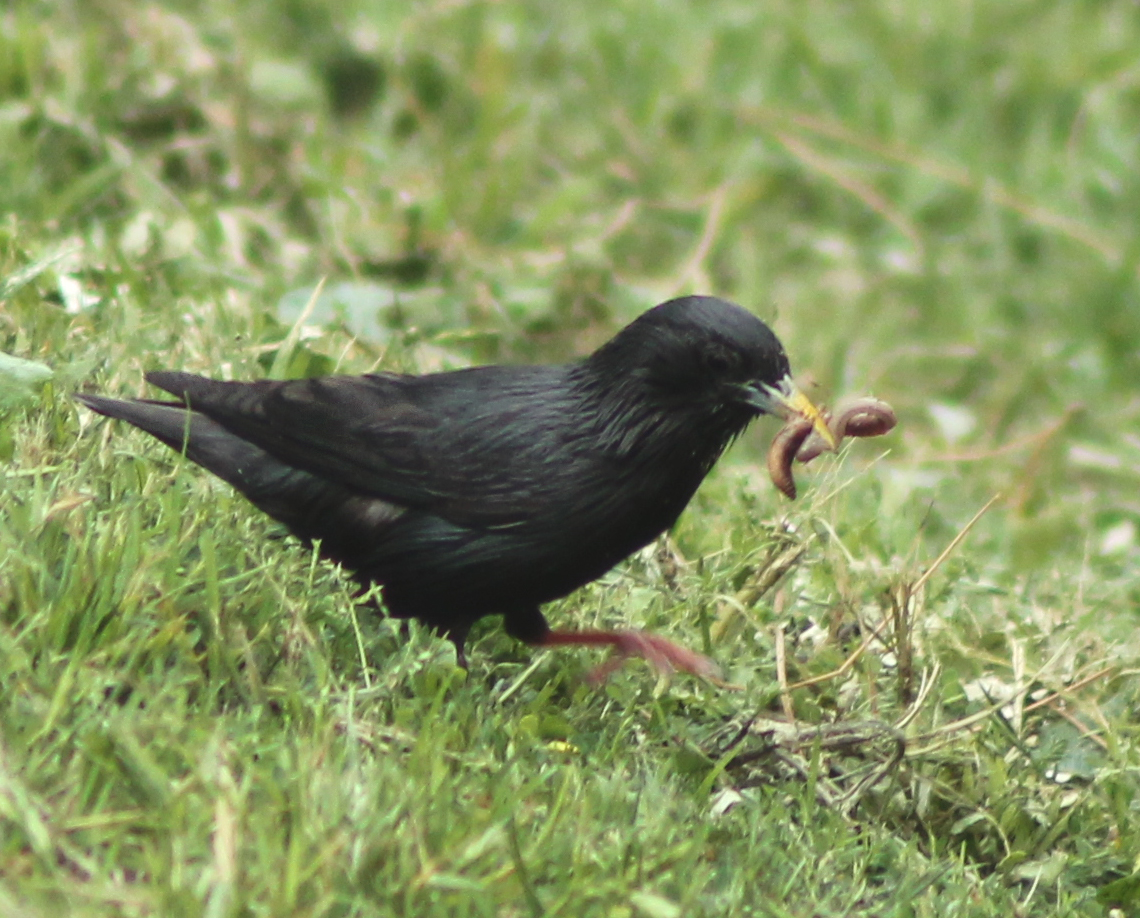
زرزور وفي فمه دودة